# Државна регулација
Државна регулација је скуп законских прописа којима се утврђују услови за обављање привредне дјелатности. Истовремено, пропис се може односити на услове за улазак у дјелатност, на утврђивање продајних цена, на заштиту запослених или потрошача итд.

## Регулација банака
С обзиром на обим послова које обављају, ризике које преузимају током свог пословања и њихов значај за привреду, сасвим природно, пословне банке су једна од најрегулисанијих финансијских институција, а банкарство је и најрегулисанија делатност од свих привредних субјеката.Банке имају посебно место у привредном систему и зато држава настоји да спречи њихово евентуално неразумно понашање, којим би се бавиле превише ризичним активностима. Наиме, држава је заинтересована да заштити финансијски систем од нестабилности и заинтересована је за добробит својих грађана.
Банке су регулисане из простог разлога што је, посматрано кроз историју, комбинација кредита финансираних депозитима увек доводила до банкарске панике. Наиме, ако банкарски систем постане несолвентан, настају потенцијално високи трошкови, јер повериоци постају несолвентни и губе се информације о зајмопримцима. Несолвентност банкарског система је резултат банкарске панике, догађаја када велики број штедиша масовно повлачи своје депозите из банке. Пошто је банка та средства већ уложила у дугорочне кредите, који нису толико ликвидни, није у могућности да одмах исплати депозите и долази у тешку ситуацију да тражи помоћ државе или пропадне. Због тога је банкарска регулатива један од најважнијих аспеката у банкарском сектору.

## Разлози за регулацију банака
„Слободна конкуренција“ значи „слободна да пропадне“, барем када је банкарски сектор у питању. Пошто неуспех било које финансијске институције доводи до слома поверења јавности у систем, потенцијални сукоб настаје између два циља регулације: конкуренције и ефикасности и безбедности и стабилности система. Регулаторни органи покушавају да избалансирају ове циљеве издавањем низа регулаторних мера за контролу банака и других финансијских институција. У банкарском сектору постоји јака тржишна конкуренција, што чини још већи притисак на банке да остваре боље резултате. Без пруденцијалне контроле и надзора банака и других финансијских институција, дерегулација у сфери банкарства и финансија могла би довести до системске банкарске и финансијске кризе. Системски ризик у банкарству представља опасност од преливања губитака са једне банке на цео банкарски сектор, или шире, из једне земље у друге земље света. Наиме, банкротство веће банке може довести до ланчане реакције и шока и пољуљања читавог финансијског и банкарског система. Истовремено, постоји опасност да се криза банкарског система пренесе и на реални сектор привреде.
Дакле, када се банка лоше води и њено финансијско стање је озбиљно нарушено, она мора да плати цену пропасти, тј. регулатори не би требало да покушавају да је спасу. Међутим, то треба схватити релативно, јер регулатори одмах реагују ако се ради о великој и утицајној банци, чији би колапс могао довести до системске банкарске кризе. У том смислу формулисана је парола „превелика да би пропала“, што значи да поједине средње и велике банке намерно улазе у морални хазард, односно преузимају веће ризике у свом пословању јер су уверене да ће у случају пропасти држава стати у њихову одбрану. Једноставно, сувише су велике да би пропале, оне представљају важну карику у глобалном банкарском систему. Због тога постоји пруденцијални надзор банака и редовно оперативно праћење њиховог пословања од стране посебних државних институција, како би се банке понашале у складу са правилима и спречиле преузимање превеликих ризика.